# Вальс, Маттиас
Маттиас Вальс (нем. Matthias Wahls; 25 января 1968) — немецкий шахматист, гроссмейстер (1989).

## Шахматная карьера
Двукратный чемпион Германии (1996—1997).
Участник 3-х чемпионатов мира среди юниоров (1986—1988; лучший результат в 1988 — 5—7-е места) и 18-го чемпионата Европы среди юниоров (1988/89) в г. Арнеме (12 место, 32 участника).
Многократный участник различных соревнований в составе национальной сборной по шахматам:
- 2 олимпиады (1990—1992).
- 10-й Кубок северных стран[нем.] (1985).
- 12-й Кубок Митропы[нем.] (1988) в г. Аосте. Команда Германии заняла 2-е место.
- 9-й командный чемпионат Европы (1989) в г. Хайфе. Команды Германии заняла 3-е место; М. Вальс, играя на 5-й доске, завоевал серебряную медаль в индивидуальном зачёте.

В составе команды г. Гамбурга участник 2-х Кубков европейских клубов (1993, 1995).
Лучшие результаты в личных соревнованиях: Будапешт (1988, май) — 2-е; Дортмунд (1989) — 1—2-е (побочный турнир); Мюнхен (1989) — 4—6-е; Биль (1989) — 1—2-е места (открытый турнир).

## Изменения рейтинга
| Графики недоступны из-за технических проблем. См. информацию на Фабрикаторе и на mediawiki.org. |